# Suzanne Paradis
Pour les articles homonymes, voir Paradis (homonymie).
Suzanne Paradis, née le 27 octobre 1932 à Québec, une écrivaine québécoise. Elle a participé à la Nuit de la poésie 1970.

## Livres publiés
- Les Enfants continuels (1959, poésie)
- À temps, le bonheur... (1960, poésie)
- Les Hauts Cris (1960-1970-1981, roman)
  - (Résumé) Damien et Marie-Andrée vivent ensemble une union singulière. Pour Damien, l'art et l'amour se confondent en une seule inspiration; pour Marie-Andrée, il en résulte un partage bien distinct. Leur déchirement et leur incompréhension sont en partie dominés par le pouvoir de Doris, artiste célèbre à la personnalité envahissante. Cette dernière est la mère adoptive de Damien en qui elle a projeté tous ses espoirs créateur. À la suite d'évènements inattendus, Doris devra en arriver au constat que la manipulation des sentiments diffère sensiblement de celle de la matière. Autour d'eux gravitent des personnages troublants, souvent tendres et réconfortants comme Camille, ou encore aux intérêts démesurés tels Luce et son compagnon, affamés de gloire et de richesse. Dans cette œuvre débordante de passions et d'intrigues, l'écriture de Suzanne Paradis nous séduit par son aisance à dévoiler la vie intérieure de l'humain et son reflet sur autrui.
- La Chasse aux autres (1961, poésie)
- Il ne faut pas sauver les hommes (1961-1981, roman)
- La Malebête (1962-1968, poésie)
- Pour les enfants des morts (1964-1968, poésie)
- Le Visage offensé (1966, poésie)
- Femme fictive, femme réelle (1966, essai)
- François-les-oiseaux (1967-1987, nouvelles)
  - (Résumé édition 1987) Les onze nouvelles de ce recueil constituent autant de brefs et denses romans écrits entre 1960 et 1970 sur des thèmes familiers à l'auteur. Aux écrits déjà publiés dans la première édition (1967) ont été ajoutés trois textes inédits: "Roulette", "Le petit monde de Léonie Labbé", et " Le mariage de Laurence Beaulieu". Chacun d'eux témoigne de la recherche d'un ton, d'un style, mais surtout d'une ouverture sur l'univers de la conscience humaine, les méandres de l'esprit et du cœur livrés aux enchantements qui en forment la prison aussi bien qu'ils en permettent l'élargissement. De François hanté par sa mort prochaine et livré à la fascination des oiseaux de Berthe - en passant par les adolescents de Aude et Attila - à Marise, Léonie, Laurence, Élise et Élizabeth, un monde se dessine avec ses contradictions, ses élans et ses reculs, dont le lien commun est sans doute l'obstination de l'auteur à pénétrer leur mystère et à vérifier leur réalité.
- Pour les enfants des morts (1968, poésie)
- Les Cormorans (1968-1986, roman)
  - (Résumé) Depuis des siècles, l'île de Sable peut être repérée dans l'océan Atlantique, au large de la Nouvelle-Écosse: île de solitude, de naufrages historiques, de chevaux sauvages... À l'époque du récit, ils sont quinze à l'habiter; neuf hommes, savants et aventuriers, quatre femmes et deux enfants. Depuis des siècles, les géologues ont prévu la disparition de l'île de Sable. Chaque jour ses habitants vivent sous la menace de l'engloutissement. Peu à peu, l'île est envahie par les cormorans et la panique s'empare des insulaires qui lisent dans cette présence insolite l'imminence du cataclysme. Le destin choisira. Un livre bouleversant, dans lequel Suzanne Paradis explore avec une implacable lucidité les passions et les blessures ancestrales qui assignent à l'être humain sa splendeur et sa dignité.
- L'Œuvre de pierre (1968, poésie)
- Pour voir les plectrophanes naître (1970, poésie)
- Emmanuelle en noir (1971-1982, roman)
- Il y eut un matin (1972, poésie)
- La Voie sauvage (1973, poésie)
- Quand la terre était toujours jeune (1974, roman)
- L'été sera chaud (1975-1987, roman)
  - (Résumé) C'est le destin d'Aldonore, femme et mère piégée, condamnée à assister, avec une lucidité déchirante, à la détérioration de son être. C'est surtout son témoignage violent, le procès de la condition féminine, le questionnement angoissé de la femme innocentée ou bannie sans appel, réclamant à la fois justice, la conscience et l'honneur de vivre ou de mourir sans déchoir. "J'ai juré de dire la vérité, Chimeline, mais on me n'a pas écoutée, on ne m'a pas laissée parler. Et qu'aurais-je dit, Seigneur, ayant écouté Nicolas, les témoignages et la déposition et l'effroyable confession de Nicolas puisque lui-même la portait fermement contre soi. Un diable, Nicolas, un diable qui a choisi librement la damnation, comment savoir pour qui, pourquoi? Me souvenir de la vérité, de la fragilité, de l'importance de la vérité telle qu'Aldonore la possède, telle qu'elle seule peut la dire et la défendre."
- Noir sur sang (1976, poésie)
- Un Portrait de Jeanne Joron (1977-1987, roman)
  - (Résumé) Il ne faut surtout pas croire Amélie Fable quand elle parle de Jeanne Joron. Qu'en sait-elle vraiment? Moi qui l'ai intimement et certainement connue, j'affirme que Jeanne est différente, incomparablement autre que ce qu'en dit ce témoignage téméraire... Pourtant, qui osera imposer silence à Amélie Fable, la faire oublier ou la renvoyer à ses songeries si elle seule a le courage de crier haut ce qu'elle a vu et entendu entre la vie et la mort?...
- Poèmes, 1959, 1960, 1961 (1978, poésie)
  - (Résumé) Les enfants continuels, À temps le bonheur, et La chasse aux autres furent publiés successivement en 1959, 1960 et 1961, les deux premiers par les soins de l'auteur, le troisième aux Éditions du bien public, par Clément Marchand qu'il faut remercier et féliciter pour la confiance qu'il lui accorda. Favorablement accueillis par la critique, ils sont aujourd'hui épuisés dans leur version originale. La présente édition ne ramène pas tous les textes inclus dans les précédentes, et ceux qu'elle offre ont été minutieusement corrigés sans toutefois que le fond en ait été modifié. Un avant-propos de l'auteur souligne ce retour aux sources nécessaire au moment même où la création poétique se trouve à la fois remise en question et chargée de l'avenir de l'homme.
- Adrienne Choquette lue par Suzanne Paradis (1978, essai)
  - (Résumé) Pourquoi Adrienne Choquette ? se demandera-t-on dans certains milieux littéraires. Je pourrais répondre, sans doute, en paraphrasant Saint-Simon et toutes les amitiés du monde, parce que c'est elle, parce que c'est moi. Mais je ne saurais découvrir ce qui a provoqué une telle complicité entre deux écritures qui ne se ressemblent sur aucun plan et qu'on pourrait facilement opposer dans l'ordre strictement littéraire. Pour beaucoup de raisons, presque toutes pragmatiques, j'ai attaché aux livres écrits par des femmes une attention et une curiosité considérables. Des lectures répétées et approfondies ont orienté mes recherches; une telle assiduité ne pouvait manquer d'influer sur des choix qui se précisent de plus en plus clairement. C'est ainsi qu'Adrienne Choquette s'est imposée à moi. La lecture intensive de son œuvre, au lieu d'épuiser le dialogue engagé au départ entre elle et son lecteur, développait et gonflait des significations d'abord fugitivement perçues pour prêter finalement à une réflexion plus robuste.
- Miss Charlie (1979, roman)
  - (Résumé) Marie-Charles Craig, ou Charlie, est une jeune veuve tranquille. À l'image de Montrose, son village. Près d'elle se trouvent quelques amis. Des habitudes, des souvenirs. Arrive Gordon Mortimer, un écrivain, avec sa femme Gloria-Rose et ses olibrius, ces arbres que Marie-Charles guette, fascinée et inquiète. Marie-Charles commence un récit. Plus tard, elle accepte de traduire The Snowman, le dernier roman de Mortimer. Miss Charlie devient multiple. Des extraits du récit de Marie-Charles et du Bohomme de neige s'insèrent dans le cours du roman. Récits entremêlés, ainsi que s'emmêlent la vie, l'amour, la mort, la folie, la haine, les rêves. Ainsi que se mêlent les personnages, d'un récit à l'autre, semblables et inconnus. Lentement, au moyen d'une écriture patiente, Suzanne Paradis construit un roman complexe, rigoureux; elle crée un monde étrange, bouleversant de pureté.
- Les Chevaux de verre (1979, poésie)
- Chinada: Memoirs of the Gang of Seven (1982) (auteurs: Gary Geddes, Robert Kroetsch, Adele Wiseman, Patrick Lane, Alice Munro, Suzanne Paradis, Geoffrey Hancock)
  - (Résumé en anglais) What happens when seven writers as diverse as Alice Munro, Adele Wiseman, Patrick Lane, Robert Kroetsch, Suzanne Paradis, Geof Hancock, and Gary Geddes take off in a group to discover a country as little known and exotic as the People's Republic of China, which has figured prominently for years in their imaginations? Chinada: Memoirs of the Gang of Seven is a moving, and often humourous, account of that incredible journey. It records in poems, essays, and reminiscences, as well as 41 pages of photographs, their encounters with people and places as they explore Beijing, Xian, and Guangzhou in the company of their hosts, members of the Chinese Writers' Association. It also documents a historic moment in the cultural life of both countries.
- Un goût de sel (1983, poésie)
- Les Ferdinand (1984, roman)
  - (Résumé) Des personnages qui plongent, les uns avec fougue, les autres avec sérénité, dans leur passion, envoûtés par les parfums capiteux du rêve et de l'absolu. Des personnages qui bafouent la mort et qui s'agrippent à l'amour et à la vie naissante, en nous entraînant dans leur maturation. Voilà ce que propose Suzanne Paradis. Tout cela est dépeint en toute simplicité, et, paradoxalement, se morcelle en mille éclats de miroir, reflétant chacun une réalité. On retrouve tout au long de ce roman la magie d'un conte et la poésie d'un tableau qui nous deviennent familières, intimes et avec lesquelles le lecteur ne peut établir que des liens aussi enrichissants que bienfaisants, aussi attachants que délectables.
- Un Aigle dans la basse-cour (1984-1986, biographie - essai)
  - (Résumé) À travers un vécu raconté à la première personne du singulier, Suzanne Paradis retrace sans concession l'itinéraire de Yannick Duntel. Un procès diront les uns. Une confession affirmeront les autres. Une histoire réelle qui est de celles dont on peut dire que la réalité dépasse la fiction.
- La Ligne bleue (1985, roman)
  - (Résumé) "Sur la route de Yorktown, un an plus tôt, alors que la vieille moto le propulsait à la conquête de son enfance, le ciel soudain était apparu, une large et profonde entaille bleue entre deux masses de nuages d’où la lumière avait émergé, d'un moment à l'autre menacée d'étranglement. Il avait stoppé son véhicule et retenu son souffle - pendant combien de temps, des secondes, des minutes? - jusqu'à l'extinction de la couleur avalée par les nuées. La ligne bleue tranchait la tempête elle-même, pure, incisive clarté dont le scalpel séparait les ténèbres et ressemblait le jour. Il partirait vers cela." Un an après la naissance du Troisième, La Ligne bleue ramène les Ferdinand, Samuel en tête. Le destin du Deuxième se précise et celui de Nathan prend forme, la "ligne bleue" symbolisant cette double destinée: l'aventure du hockey pour Nathan, la conquête de sa liberté pour le jeune peintre. À travers ces personnages, Suzanne Paradis approfondit la recherche du bonheur déjà amorcée dans les Ferdinand. En effet, ces êtres engagés dans une fascinante entreprise de recherche du bonheur constatent ces liens qui les unissent et trouvent une signification profonde à leur vie.
- Effets de l’œil (1986, poésie)
- La lune et autres espaces (2011, poésie)
- À fleur de flair (2013, poésie)
- Le cœur à la bouche (2013, poésie)
- Contours apparents (2013, poésie)

## Honneurs
- 1961 - Prix Camille-Roy
- 1963 - Prix de la province de Québec (prix David)
- 1965 - Prix France-Québec (Prix Jean-Hamelin)
- 1970 - Prix Du Maurier
- 1983 - Prix du Gouverneur général du Canada

## Archives
Le fonds d'archives de Suzanne Paradis est conservé au centre d'archives de Québec de Bibliothèque et Archives nationales du Québec.